# Holger Schlageter

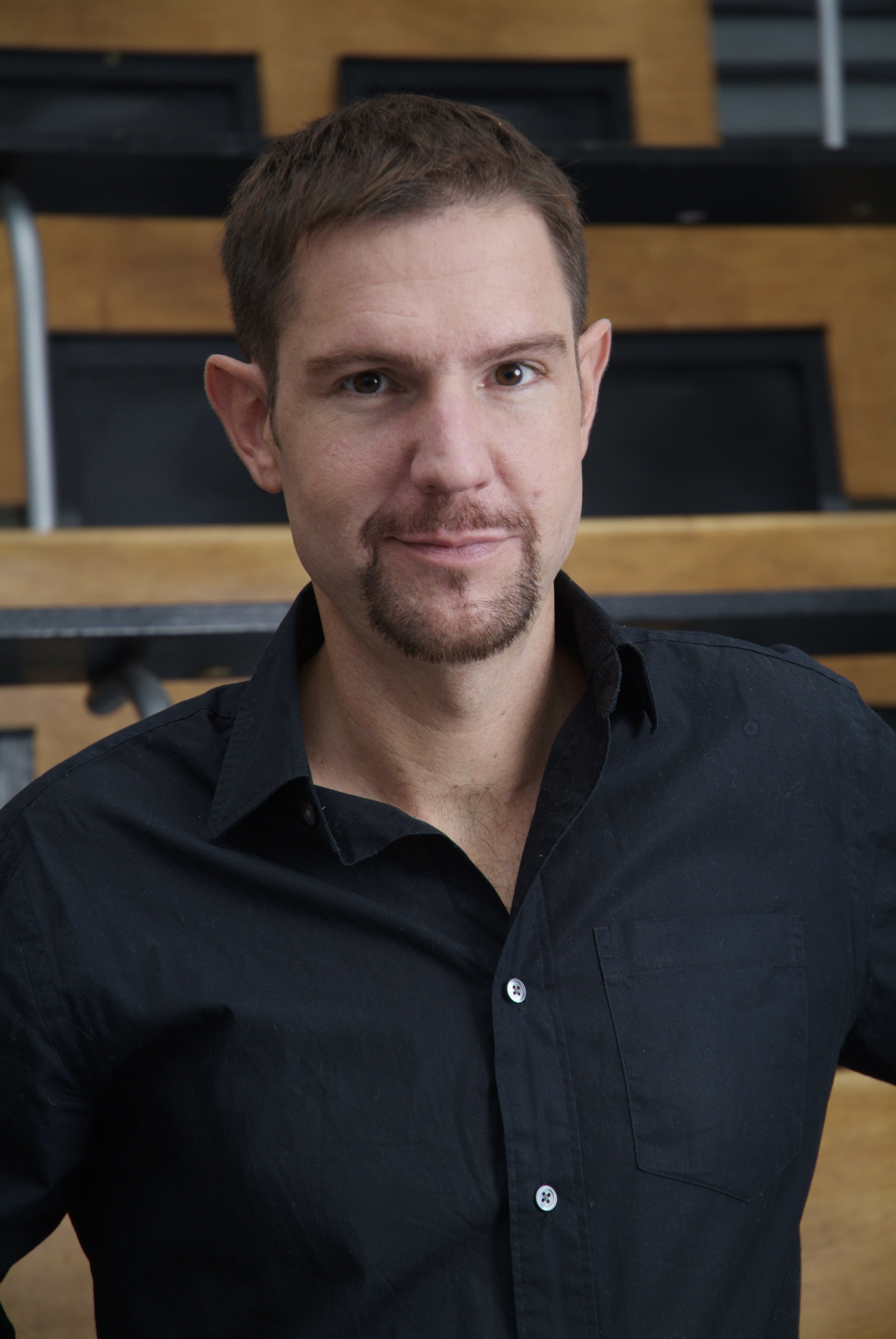
Holger Schlageter

Holger Schlageter (* 1973 in Groß-Umstadt als Holger Roth) ist ein deutscher Autor und psychologischer Berater.

## Leben
Holger Schlageter wuchs in Eppertshausen und Dieburg (Hessen) auf. Nach Neuheirat seiner Mutter bekam er 1983 durch Adoption den Nachnamen Schlageter.
Er besuchte das humanistische Kronberg-Gymnasium in Aschaffenburg und schloss es 1992 mit dem Abitur ab. Es folgte ein soziales Jahr in London und den Vereinigten Staaten. Im Jahr 1993 begann er in Mainz das Studium der katholischen Theologie. 1995 wechselte Holger Schlageter als Bachelor of Theology die Universität und studierte Psychologie an der Loyola University Chicago.
Nach dem klinischen Praktikum an der Sexual Dysfunction Clinic der Loyola University Chicago in Verhaltenstherapie schloss er 1997 das Ausbildungsprogramm als Master of Counseling Psychology ab. Danach beendete er 1998 in Mainz sein Studium der Theologie mit dem Diplom. Anschließend wurde er als Pastoralassistent des Bistums Mainz tätig.
Es folgten Fortbildungen in analytischer Psychologie, Psychodrama, Transaktionsanalyse und Krankenhausseelsorge sowie ein Referendariat als Religionslehrer.
2000 arbeitete Holger Schlageter in der Personalabteilung der Lufthansa. 
2004 promovierte er im Fach Theologie bei Ottmar Fuchs in Tübingen über Verlorene Spiritualität. Rückbesinnung auf das Wesentliche der Kirche.
Im Jahr 2003 gründete er das „Schlageter-Institut“ und arbeitet seitdem als psychologischer Berater. 2011 wurde von ihm für die Industrie- und Handelskammer Wiesbaden die Zertifizierung „Gesundes Unternehmen“ mitentwickelt.
2016 wurde Holger Schlageter von XING und FOCUS unter die 15 besten Coaches Deutschlands gezählt.

## Justyna Polanska
Unter dem Pseudobnym Justyna Polanska veröffentlichte Holger Schlageter im Jahr 2011 den Bestseller Unter deutschen Betten. Eine polnische Putzfrau packt aus, die Geschichte einer polnischen Putzfrau in Deutschland. Im Jahr 2012 folgte das Buch Nicht ganz sauber. Eine polnische Putzfrau räumt auf. Die beiden Bücher erregten ein großes Medieninteresse und stießen die Diskussion um die Schwarzarbeit und Ausnutzung ausländischer Putzfrauen zum Billiglohn an.

## Schriften
- Liebe lernen. Knaur, München 2011.
- Die Menschen im Blick, das Ziel vor Augen. Präsenz-Verlag, Hünfelden 2008.
- Verlorene Spiritualität. Dissertation, Matthias-Grünewald-Verlag, 2004, ISBN 978-3-7867-2483-4
- Und Gott trägt einen blauen Pullover. Matthias-Grünewald-Verlag, 2004.
- mit Patrick Hinz: Love Academy. Knaur-Verlag, 2006.
- mit Patrick Hinz: Die liebe Familie. Knaur-Verlag, 2007.
- Führen mit Zielen. Präsenz-Verlag, Hünfelden 2008.
- Das Geheimnis gelassener Erziehung. Krüger-Verlag, 2009.
- Justyna Polanska: Unter deutschen Betten. Eine polnische Putzfrau packt aus. Droemer Knaur Taschenbücher, München 2010, ISBN 978-3-426-78397-9
- Nach Burn kommt Out. Adeo-Verlag, 2011.
- Justyna Polanska: Nicht ganz sauber. Eine polnische Putzfrau räumt auf. Droemer Knaur Taschenbücher, München 2012, ISBN 978-3-426-78544-7

## Verfilmung
- Unter deutschen Betten bei IMDb